# Anthodioctes misiutae
Anthodioctes misiutae là một loài Hymenoptera trong họ Megachilidae. Loài này được Urban mô tả khoa học năm 2002.